# Moutonnée Lake
Der Moutonnée Lake ist ein See an der Ostküste der westantarktischen Alexander-I.-Insel. Er liegt 6 km südlich des Ablation Point im Moutonnée Valley am Rand des mit Schelfeis bedeckten George-VI-Sunds.
Die Benennung des Sees erfolgte 1971 im Zuge limnologischer Untersuchungen durch den British Antarctic Survey. Namensgebend ist das Rundhöckergestein (französisch Roches moutonnées) an seinen Ufern.